# Orkestret
Orkestret é uma série de televisão dinamarquesa escrita por Mikkel Munch-Fals e Adam Price, que estreou na DR1 e no serviço de streaming DRTV em 1º de julho de 2022.

## Elenco
- Frederik Cilius como Bo
- Rasmus Bruun como Jeppe
- Neel Rønholt como Regitze
- Emma Sehested Høeg como Elin
- Lise Baastrup como Gertrud
- Ina-Miriam Rosenbaum como Vibeke
- Caspar Phillipson como Simon
- Esther Wanda Flagstad como Alma
- David Bateson como Mablewood

## Recepção
Orkestret foi recebida de forma positiva pela crítica dinamarquesa. Os críticos de Kristeligt Dagblad e Filmmagasinet Ekko deram cinco de seis estrelas e chamaram a série, respectivamente, de "uma representação engraçada do velho sexismo em um novo mundo" e "uma junção engraçada do movimento #MeToo". O Dagbladet Politiken concedeu cinco de seis estrelas, e chamou a série de uma sátira afiada e elogiou especialmente Frederik Cilius e Rasmus Bruun por suas atuações fortes. O crítico do Soundvenue chamou a série de muito embaçada e deu apenas três de seis estrelas. Segundo o crítico, o personagem de Cilius foi o claro ponto positivo da série.